# 454505 Suntharalingam
454505 Suntharalingam este o planetă minoră (asteroid) din Outer Main Belt⁠(d). A fost descoperită pe 20 ianuarie 2010 la Wise Observatory⁠(d) de Wide-field Infrared Survey Explorer⁠(d). 
Obiectul prezintă o orbită caracterizată de o semiaxă mare de 3,2406185636152 UAi, o excentricitate de 0,1, o înclinație de 11,9 ° în raport cu ecliptica.